# Dugong dugon
El dugongo o dugón (Dugong dugon) es el sirenio actual de tamaño más pequeño, único representante de su género y el único miembro superviviente de la familia Dugongidae, que incluía también a la extinta vaca marina de Steller (Hydrodamalis gigas).

## Características
Es de tamaño menor (3 m de longitud y 200 kg de peso); se diferencia de los manatíes en la forma bilobulada de su aleta caudal, semejante a la de un cetáceo, la presencia de restos rudimentarios de las extremidades posteriores en el esqueleto (no visibles desde el exterior), su pelvis más primitiva y su peculiar dentición. Los adultos carecen de molares y usan unas placas córneas para triturar el alimento; además de ello, los machos presentan un par de incisivos salientes análogos a los de los elefantes.

## Distribución geográfica y hábitat

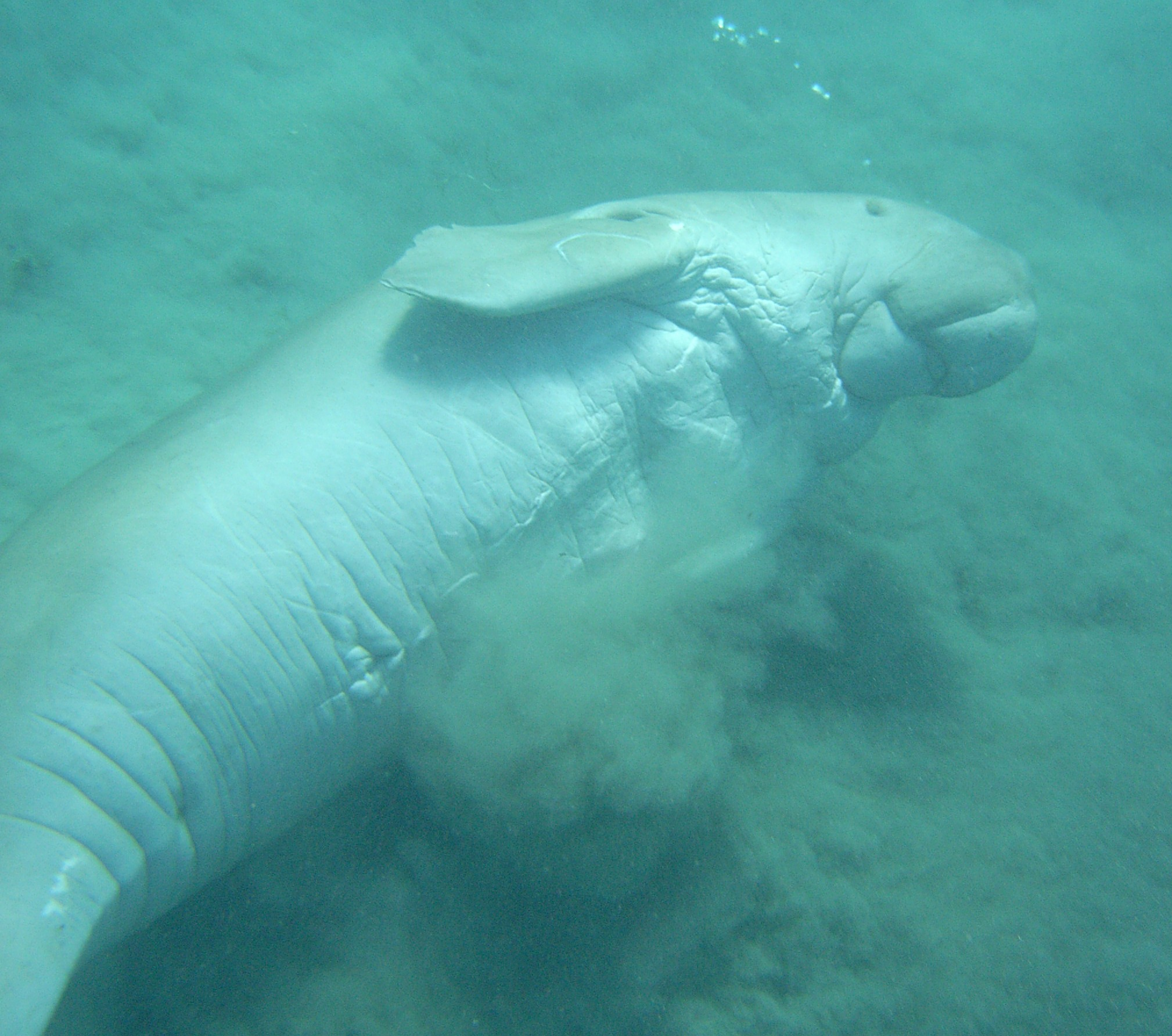
Parte inferior del dugongo, sujeto a esta aparente posición natural para dormir del kambo. Playa de Abu Dabab (Marsa Murena), Marsa Alam, Egipto

Se distribuye por zonas costeras de los océanos Índico y Pacífico; zonas costeras del este de África, desde el Sinaí al sur de Mozambique, aguas de Madagascar, varias islas del océano Índico, India, Sri Lanka, la península de Indochina, Indonesia, Filipinas, Nueva Guinea y norte de Australia. Por el este llegan hasta las islas Salomón y la Polinesia Francesa, y por el norte alcanzan las islas de Hainan (China), Taiwán y las islas Ryukyu del Japón.

## Comportamiento
Se trata de un pacífico herbívoro que se alimenta únicamente de algas en las zonas costeras, donde suele pastar por las noches. Su capacidad natatoria no es asombrosa, pues suele pasar 15 minutos entre una inmersión y otra, y rara vez se sumerge a más de 10 m de profundidad.
Al igual que los manatíes, no se adentran en aguas con temperaturas inferiores a los 20 °C, pero al contrario que éstos, no lo hacen en agua dulce. Los dugongos viven de forma solitaria, en parejas o en pequeños grupos familiares, aunque en algunos casos excepcionales se ha documentado la presencia de hasta 100 individuos alimentándose en una misma zona.

## Reproducción

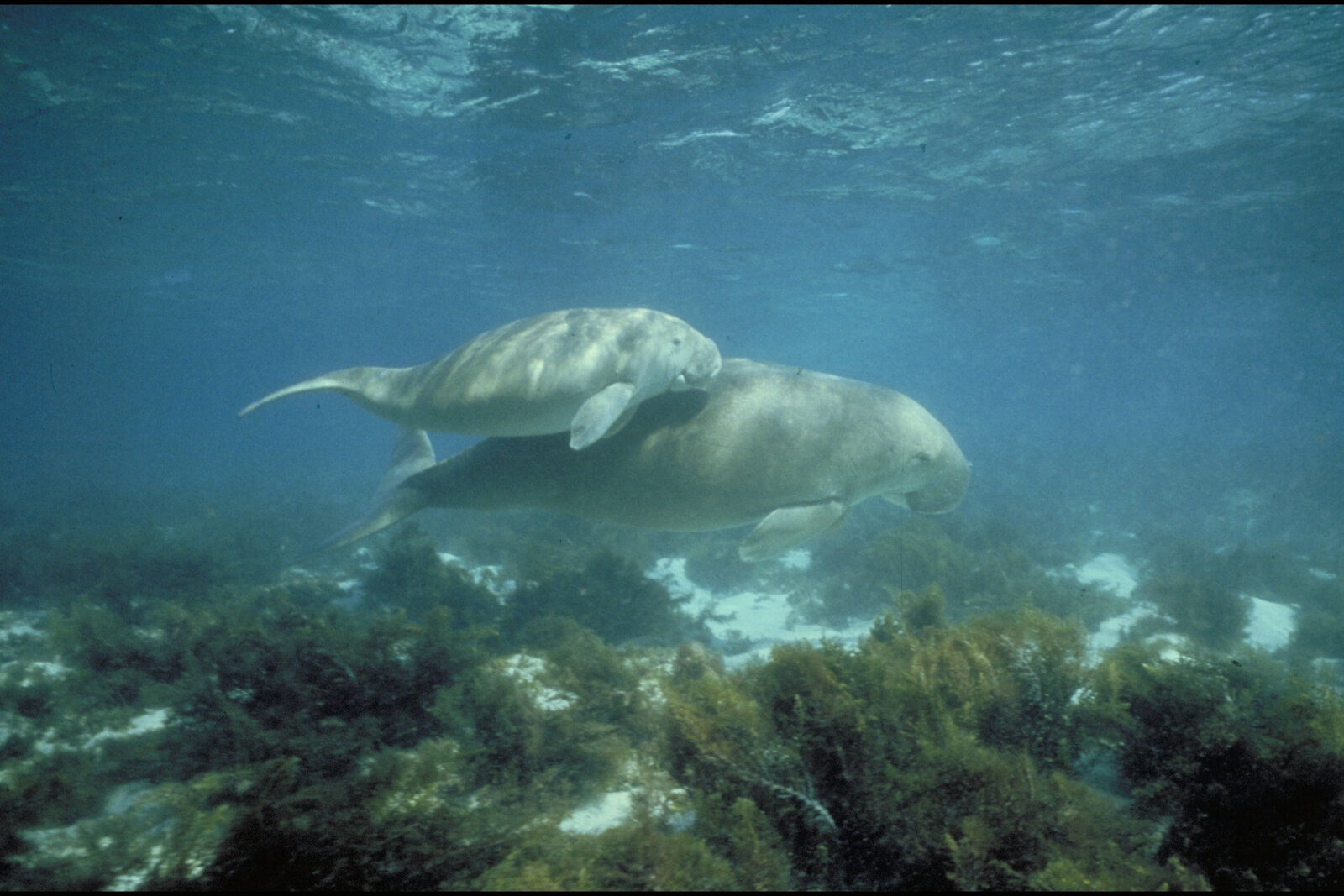
Dugongo con su cría

Alcanzan la madurez sexual entre los 9 y los 15 años de edad, y la esperanza de vida máxima de los individuos es de 50 años, a veces hasta los 70 años en casos excepcionales.
El apareamiento ocurre en cualquier época del año, si bien la mayoría de los partos se producen entre julio y septiembre. Las hembras paren su primera cría a partir de los diez años de edad, produciéndose sus siguientes partos a intervalos de entre 3 y 5 años. Las hembras amamantan sus crías durante un año y medio como máximo (aunque también comen algas durante este periodo) de forma muy "humana": las madres, con la cabeza y hombros fuera del agua, suelen sujetar a sus crías mientras maman de los dos pezones que tienen entre las aletas. No es de extrañar, pues, que se considere a los dugongos como los animales que dieron lugar al mito de las sirenas. La propia palabra dugongo deriva del malayo duyong, que significa precisamente eso, sirena.

## Estado de conservación
Su carne y grasa son muy apreciados en los mercados del océano Índico, razón por la cual ha sido perseguido despiadadamente en muchas zonas. A esto hay que añadir los accidentes con las hélices de las barcas motoras y los casos en que quedan enredados en las redes de arrastre. Debido a esto, su población se ha resentido en muchas zonas y solo ha mejorado en aguas cercanas a Australia debido a una protección gubernamental más eficaz. Aparte del hombre, los dugongos cuentan con los tiburones y orcas como únicos depredadores.

### Declaración de extinción en China
Investigadores de la Sociedad Zoológica de Londres (ZSL) y la Academia de Ciencias de China informaron el 24 de agosto de 2022 que el dugongo (Dugong dugon) está "funcionalmente extinto” en China. Según la investigación que se publicó en la revista de la Royal Society of Open Science, se trata de la primera extinción funcional de un gran mamífero en las aguas de las costas de China. No existen registros documentados de avistamientos de la especie después de 2008; tampoco observaciones de campo verificadas después del 2000. Por lo tanto los investigadores concluyeron que los dugongos han experimentado un rápido colapso de la población durante las últimas décadas y ahora están funcionalmente extintos en China.